# Ponte della Ferriera
Il ponte della Ferriera è un ponte della città di Avellino.

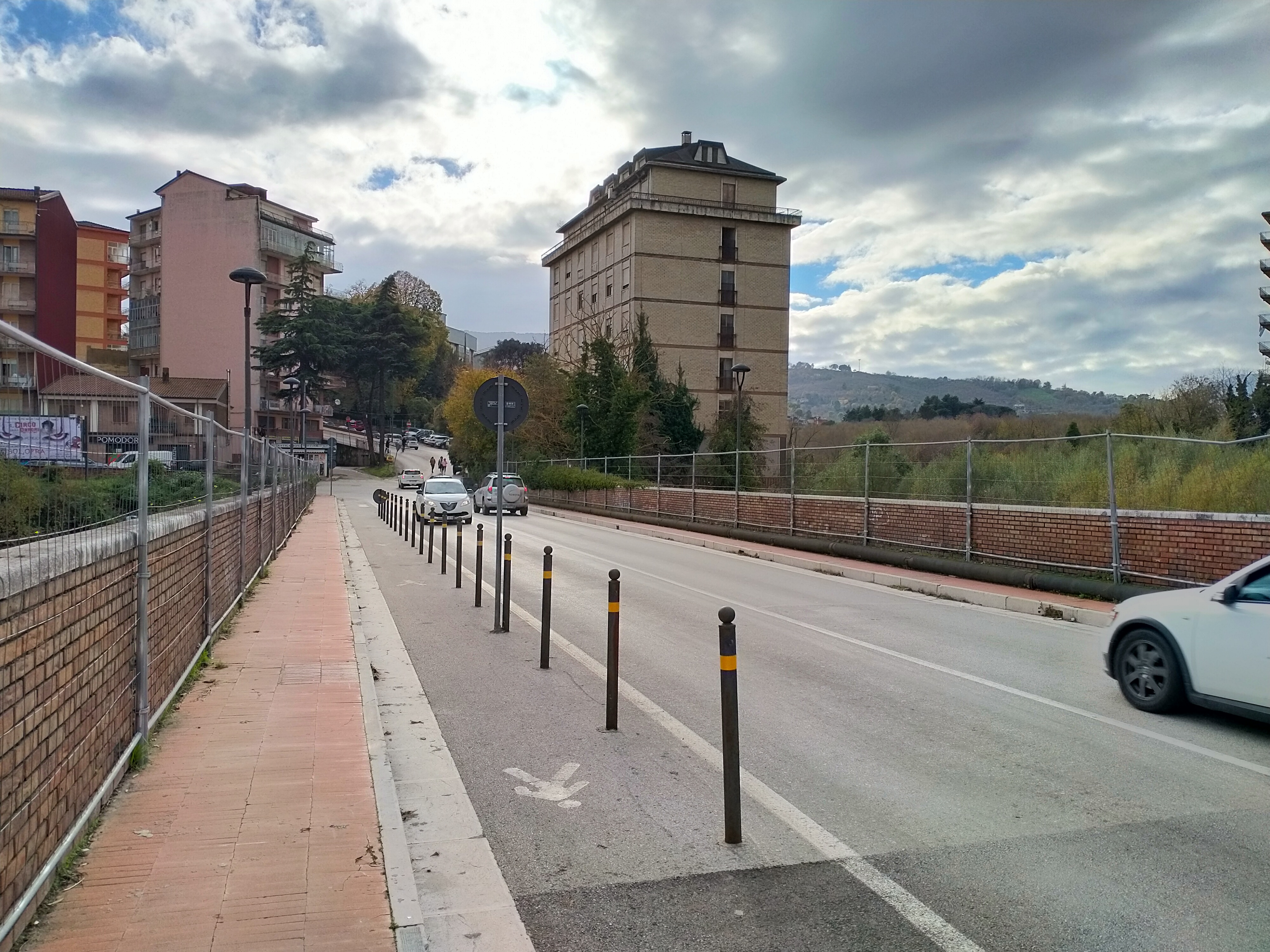
Ponte della Ferriera. A destra l'ex polo ospedaliero di neonatologia Capone - ora accorpato nel San Giuseppe Moscati.

## Storia
Il ponte fu costruito nel 1818 dell'ingegnere Luigi Oberty, direttore provinciale del Corpo Ponti e Strade. Esso collegava la città d'Avellino con l'unica strada per Salerno.
Il 14 settembre 1943 intorno alle 10:55 del mattino il ponte fu protagonista di un pesante bombardamento degli Alleati con l'obbiettivo di bloccare la ritirata delle truppe naziste che dal ponte si stavano dando alla fuga.

## Caratteristiche
Situato sopra il torrente Fenestrelle, è costituito da due livelli di archi a tutto sesto per un'altezza di 20 metri, una larghezza di 10 m e una lunghezza di 80 metri.

## Attualità
Nei pressi del ponte è stato innalzato negli anni '80 un centro commerciale dedicato alle piccole imprese, Il Mercatone, chiuso ed abbandonato agli inizi degli anni '90. Nell'ottica di rivalorizzazione della zona ha aperto nell'edificio ristrutturato - ribattezzato Vivendi - nel 2020 un supermercato Sole 365 e nel 2023 è stata inaugurata una cittadella della salute del Gruppo Guarino. 
Alla fine del 2016 è stato chiuso per permettere la realizzazione del tunnel che collegherà, decongestionando il traffico, il centro alla periferia. Nel corso del mese di novembre 2017, a pochi giorni della data annunciata per l'apertura, ovvero il 30 Novembre, è stato comunicato lo slittamento dei lavori a data da definirsi. Agli inizi dell'estate del 2018 il ponte dopo aver vissuto un restyling che ha portato a un rifacimento della strada e dei due marciapiedi antistanti è stato aperto ai soli pedoni. L'apertura al traffico veicolare era stata prefissato prima degli inizi dell'anno scolastico 2018/19, avvenendo poi il giorno 11 agosto 2018. Di fronte al ponte della Ferriera, nei pressi di una farmacia, è stata realizzata una nuova rotatoria e migliorata la rampa d'accesso a quest'ultima attività. 
Nel 2021 è stato interdetto al traffico per il disinnesco di un ordigno bellico rinvenuto nel fiume.
Nel 2023 sono previsti importanti lavori di rifacimento e bonifica del Fenestrelle per un ammontare di circa un milione di euro. 
Il ponte è stato teatro, anche in anni recenti, di suicidi; al fine di evitare ulteriori tragedie sono state innalzate delle ringhiere provvisorie lungo le fiancate. Tale opera non ha purtroppo sortito l'effetto sperato quando nel 2022 un uomo, infermiere presso l'ospedale Moscati, si è gettato dalla struttura perdendo la vita.

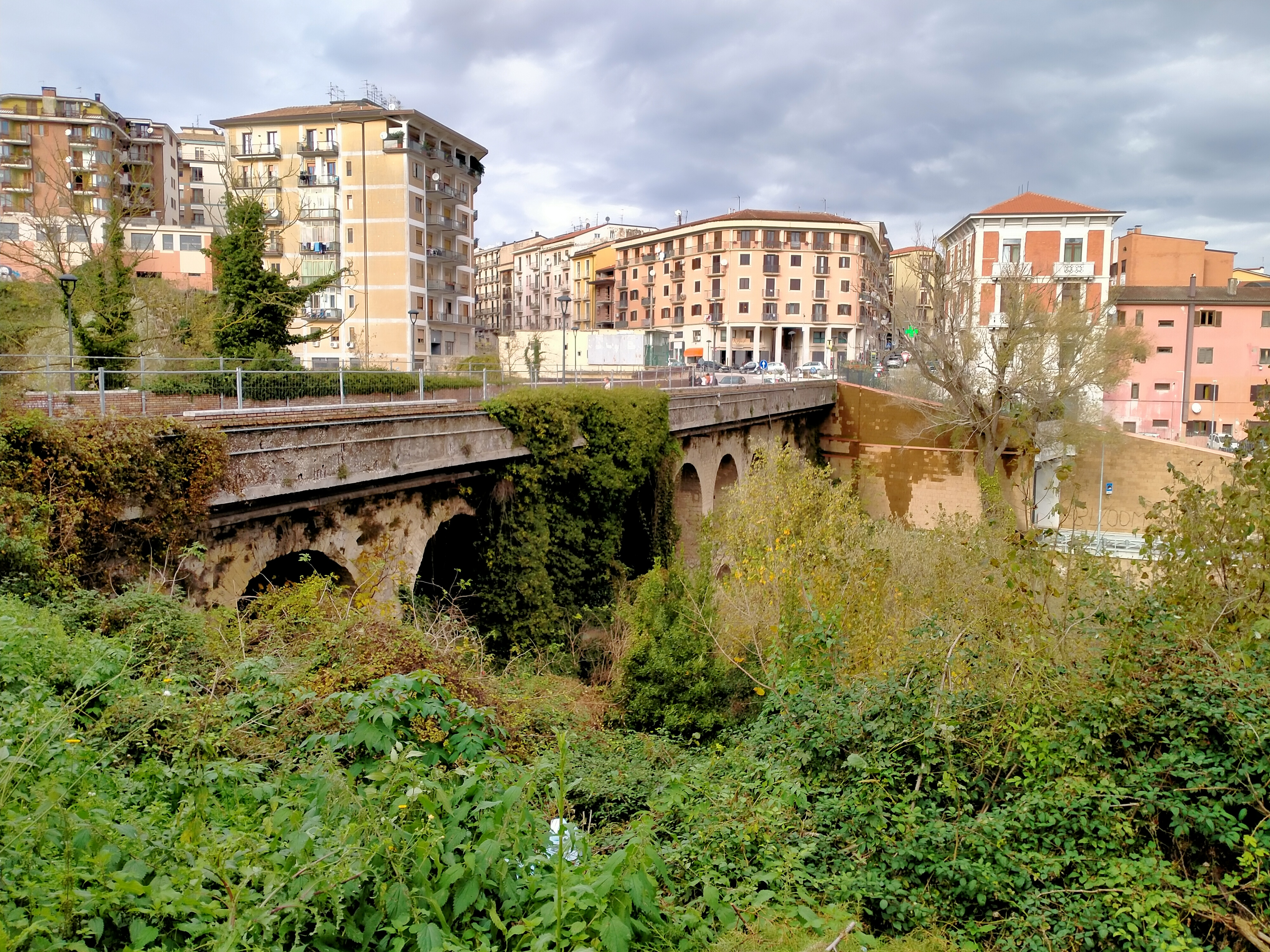